# Przemysław Stańczyk
Przemysław Stańczyk (ur. 12 lutego 1985 w Szczecinie) – polski pływak, student wychowania fizycznego Uniwersytetu Szczecińskiego. Reprezentant MKP Szczecin.
Pierwszym trenerem Stańczyka był Zygmunt Kaczmarczyk. Później trenował pod okiem klubowego i kadrowego trenera Mirosława Drozda.
Stańczyk startował na igrzyskach olimpijskich w 2004 na dystansie 400 metrów stylem dowolnym, gdzie zajął 9. miejsce. W 2006 zdobył srebrny medal Mistrzostw Europy na krótkim basenie na swoim koronnym dystansie 400 m stylem dowolnym. Na Mistrzostwach Europy na krótkiej pływalni w Wiedniu, mistrzostwach świata w Montrealu, oraz mistrzostwach Europy w Budapeszcie zajmował 4. miejsca. Na Mistrzostwach Europy w Eindhoven w 2008r zajął 5. miejsce na 800m stylem dowolnym.
Na Mistrzostwach Świata w Melbourne w 2007 zdobył srebrny medal na dystansie 800 metrów stylem dowolnym. Uzyskując czas 7:47,91 poprawił o blisko 3 sekundy własny rekord Polski. Po pół roku na skutek dyskwalifikacji Tunezyjczyka Oussama Mellouliego został mistrzem świata.
W czerwcu 2012 roku zakończył sportową karierę.